# Kurt Koch
Kurt Koch (nascut el 15 de març de 1950) és un cardenal suís de l'Església Catòlica, que actualment presideix el Consell pontifici per a la Promoció de la Unitat dels Cristians des de l'1 de juliol de 2010. És també bisbe emèrit de Basilea, on serví des de 1995 i fins a dimitir de la seu el 2010.

## Biografia
Kurt Koch va néixer a Emmenbrücke, al cantó de Lucerna. Estudià teologia a la universitat Ludwig-Maximilians de Múnic i a la universitat de Lucerna, graduant-se el 1975 amb un doctorat en teologia. Va ser ordenat al presbiterat el 20 de juny de 1982.
El 21 d'agost de 1995 Kock va ser elegit bisbe de Basilea; sent la seva elecció confirmada pel Papa Joan Pau II el 6 de desembre següent. Rebé l'ordenació episcopal el 6 de gener de 1997 del mateix Joan Pau II, amb els arquebisbes Giovanni Battista Re i Jorge María Mejía servint com a co-consagradors.
Quan el 20 de maig de 2004 un grup d'intel·lectuals i teòlegs suïssos advocaren per la dimissió de Joan Pau II, Koch ho va descriure com a «disgust i deslleial», car, a més, la data coincidia amb el 84è aniversari del pontífex. El 2006, en una entrevista al Neue Zürcher Zeitung, donà suport en favor de la llibertat dels musulmans a construir minarets a Suïssa, tot i que demanava per una major llibertat religiosa pels cristians als països musulmans.
El 27 de juny de 2007, Koch, conjuntament amb altres prelats, assistí a una sessió d'informació del Cardenal Secretari d'Estat, Tarcisio Bertone, al Palau Apostòlic sobre l'imminent motu proprio del papa Benet XVI rebaixant els requisits per celebrar la Missa Tridentina.
El juliol de 2007, Koch defensà el document de la Congregació de la doctrina de la Fe clarificant l'expressió "subsisteix en" a Lumen Gentium, amb el reconeixement que el document podia semblar confús o feridor pels Protestants; i observà que el document i la seva recepció mostrava la diferència entre els objectius ecumènics dels catòlics i els ortodoxos per un costat i els protestants per l'altra.
Koch va presidir la Conferència Episcopal Suïssa entre 2007 i 2010. És membre del Consell Suís de Religions.
El Papa Benet XVI anuncià el nomenament de Koch com a President del Consell pontifici per a la Promoció de la Unitat dels Cristians l'1 de juliol del 2010, rellevant el cardenal Walter Kasper, que hagué de dimitir en haver acomplert l'edat límit. Koch va ser en aquell moment promogut a arquebisbe. Com ell narrà, «El Sant Pare em va dir al febrer, en una audiència personal, el seu desig que comencés a encapçalar aquest consell. Va ser una gran joia per a mi, car l'ecumenisme sempre ha estat al meu cor car al meu país, Suïssa, els Protestants els tenim molt a prop nostre i també tinc un interès particular en les Esglésies Orientals.»
El 16 d'octubre de 2010, el Papa Benet nomenà Koch com a membre de la Congregació de la doctrina de la Fe per un període de cinc anys renovables.
El 20 d'octubre de 2010, el Papa Benet XVI anuncià que Koch estaria a la llista dels nous cardenals que es crearien al consistori del 20 de novembre; sent proclamat Cardenal diaca de Nostra Signora del Sacro Cuore. El 29 de desembre de 2010, Koch va ser nomenat membre de la Congregació per a les Esglésies Orientals i del Consell pontifici per al Diàleg Interreligiós.
Koch encapçalà la delegació vaticana a Istanbul davant el Patriarca Ecumènic de Constantinoble, el Patriarca Bartomeu I, per a la festivitat de Sant Andreu Apòstol el 30 de novembre de 2010 (el Patriarcat envia una delegació anualment per la Solemnitat dels Sants Apòstols Sant Pere i Sant Pau, el 29 de juny). Copresidí una trobada de la Comissió Internacional Mixta pel Diàleg Teològic entre l'Església Catòlica i l'Església Ortodoxa a Viena al setembre de 2010, amb el Metropolità John Zizioulas de Pèrgam.
El 4 de maig de 2011, el Papa Benet nomenà Koch com a membre de la Congregació per a les Causes dels Sants.
En el seu paper com a president de la Comissió Pontifícia per a les Relacions Religioses amb els Jueus, Koch va parlar amb la premsa el 16 de maig de 2011, després de pronunciar un discurs sobre les relacions entre catòlics i jueus a la llum de la declaració del Concili Vaticà II Nostra Aetate en les relacions de l'Església amb les religions no cristianes. El discurs va seguir la participació de Koch en una reunió de la Congregació per a la Doctrina d'examinar els últims avenços en el Vaticà de les converses de reconciliació amb la tradicionalista Societat de Sant Pius X «Hi ha preguntes per aclarir en les discussions amb la comunitat. No puc dir més que això», va dir a la premsa, fent-se ressò d'un comunicat del Vaticà dient que les converses de reconciliació estan en curs. Koch va assenyalar que «Totes les decisions doctrinals de l'església són vinculants per a un catòlic, incloent el Concili Vaticà II i tots els seus textos», Koch va dir quan se li va preguntar si s'espera que la Fraternitat Sant Pius X acceptés tots els ensenyaments del Concili Vaticà II. «La declaració "Nostra Aetate" del Concili Vaticà II és un decret clara i és important per a tots els catòlics», afegí.
El 16 de maig del 2012, Koch va fer un discurs a la Universitat Pontifícia Sant Tomàs d'Aquino sobre la comprensió intereligiosa, parlant sobre «Construcció de Nostra Aetate: 50 anys de diàleg entre Cristians i Jueus».
El 30 d'octubre de 2012, Koch afirmà en una entrevista que, si els luterans expressaven el desig per a un arranjament semblant als ordinariats personals pels antics anglicans, l'església catòlica hauria de reflexionar-ne, però la iniciativa hauria de venir des dels luterans.
El 30 de novembre de 2013, el Papa Francesc nomenà el cardenal Koch membre de la Congregació per a l'Educació Catòlica. També el va nomenar membre de la Congregació pels Bisbes.